# جون ويليام بيل
جون ويليام بيل هو سياسي كندي، ولد في 18 مارس 1838، وتوفي في 5 يوليو 1901. انتخب عضو مجلس العموم الكندي.